# Paul Kollsman
Paul Kollsman (* 22. Februar 1900 in Freudenstadt; † 26. September 1982 in Los Angeles, Kalifornien, USA) war ein Erfinder. Er machte sich insbesondere um Höhenmessung und Instrumente im Flugzeug verdient, wodurch der Instrumentenflug möglich wurde.

## Leben
Kollsman studierte Wissenschaft und Technologie (Maschinenbau) in Stuttgart und München, bevor er 1923 nach Amerika auswanderte. Eigentlich hatte er die Absicht, hier einen von ihm entwickelten Motor für Automobile auf den Markt zu bringen, den deutsche Hersteller abgelehnt hatten. Als dieses Vorhaben auch hier scheiterte, arbeitete er zunächst als LKW-Fahrer, bevor er eine Anstellung bei Pioneer Instruments Co. in Brooklyn, New York fand. Hier kam er bei seiner Arbeit auch mit Höhenmessern in Kontakt. Auf seinem Dachboden entwickelte er 1928 ein sehr präzises Gerät zur Höhenmessung und gründete mit einem Startkapital von 500 Dollar seine eigene Firma die „Kollsman Instrument Company“. Nach über einem Jahr der Suche fand sich 1929 der Pilot James Harold Doolittle bereit, Kollsmans Barometer in einem 15-Meilen-Blindflug (ausschließlich von Instrumenten geführt) zu testen. Dabei zeigte sich, dass Kollsmans barometrischer Höhenmesser genauer arbeitete als bisherige Geräte, die zudem nur bei Tageslicht und Schönwetter funktionierten. Als er sein Unternehmen zwölf Jahre später verkaufte, erzielte er 4 Mio. USD.
Am 15. Oktober 1944 heiratete er in New York Julie Dorothea Baronin von Bodenhausen (1902–1951). 
Kollsman starb 1982 nach kurzer Krankheit im Cedars-Sinai Medical Center.

## Erfindungen (Auswahl)

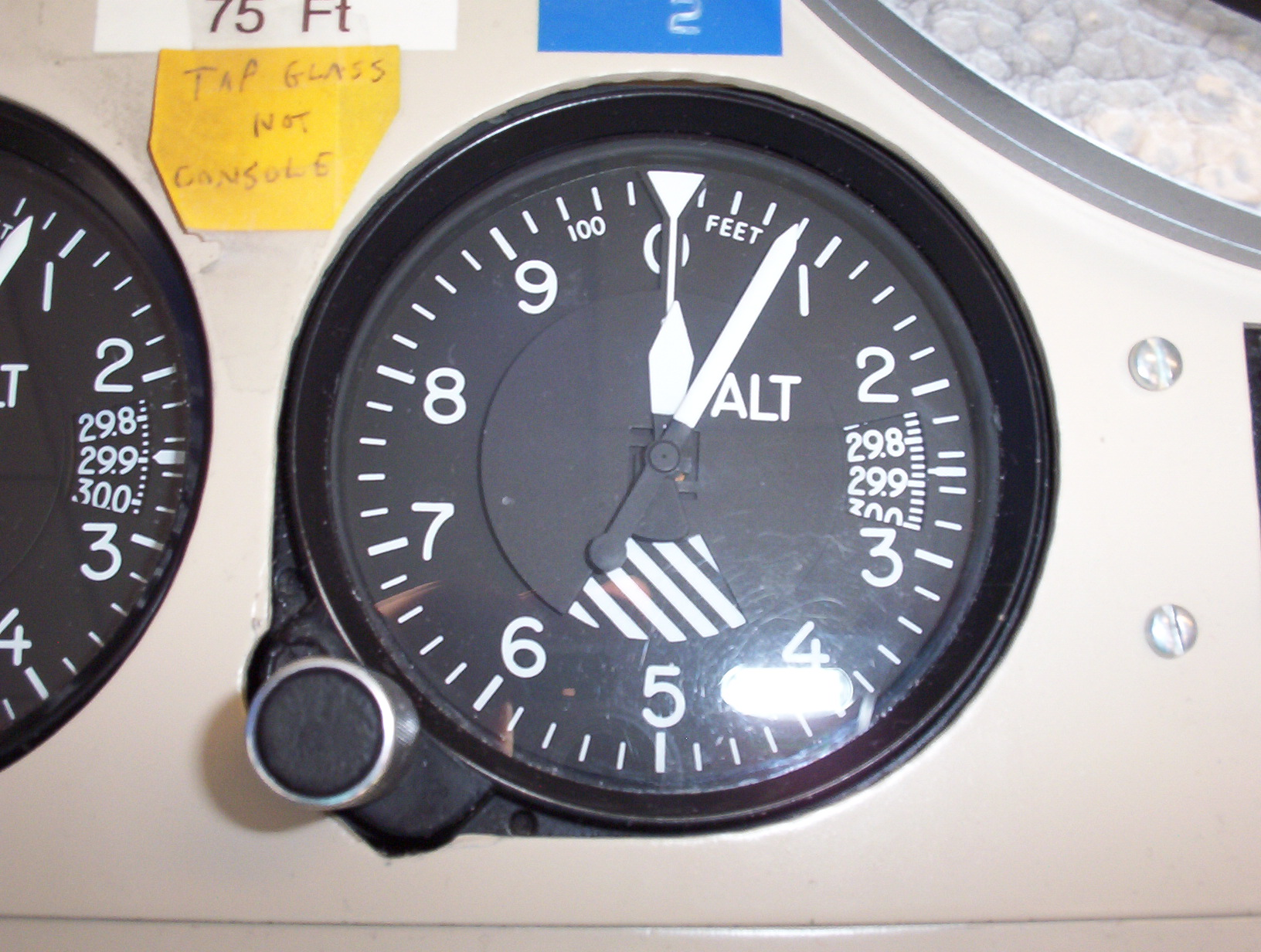
Höhenmesser

Kollsman war ein vielseitig interessierter Mann. Er betätigte sich im Bergbau und reichte im Laufe seines Lebens über 200 Patente ein.
- Ein Navigationsgerät als Kombination von Kreiselinstrument, künstlichem Horizont und Barometer.
- Patent für die Umwandlung von Meerwasser in Süßwasser
- Patent für eine rutschfeste Oberfläche für Badewannen und Duschen

Er arbeitete weltweit für die zivile Luftfahrt, das US-Militär und die NASA. Die US-Flugzeuge im Zweiten Weltkrieg wurden ebenso mit seinen Instrumenten ausgestattet wie die Apollo-Missionen.